# 1991年立陶宛独立公投
立陶宛独立公投于1991年2月9日在立陶宛举行。立陶宛也是第一个举行独立公投的前苏联加盟共和国。
投票者被询问“您是否支持立陶宛成为一个独立的民主共和国？”此次公投的投票率是84.7%。其中，93.2%的投票者支持立陶宛独立，远远超过了预计的50%门槛。此前立陶宛已经在1990年3月11日宣布独立，后来在1991年8月实现独立。
此次独立公投于1991年的9月2日获得美国的承认。9月6日，获得苏联政府承认。

## 结果
| 选择                      | 票数      | %    |
| ------------------------- | --------- | ---- |
| 支持独立                  | 2,028,339 | 93.2 |
| 反对独立                  | 147,040   | 6.8  |
| 废票/空白票               | 72,431    | –    |
| 总计                      | 2,247,810 | 100  |
| 登记选民数/投票率         | 2,652,738 | 84.7 |
| 数据来源: Nohlen & Stöver |           |      |